# Стижинець
Стижинець (пол. Styrzyniec) — село в Польщі, у гміні Біла Підляська Більського повіту Люблінського воєводства. Населення — 453 особи (2011).

## Історія
За даними етнографічної експедиції 1869—1870 років під керівництвом Павла Чубинського, у селі переважно проживали греко-католики, які розмовляли українською мовою.
У 1975—1998 роках село належало до Білопідляського воєводства.

## Демографія
Демографічна структура станом на 31 березня 2011 року:
|          | Загалом | Допрацездатний вік | Працездатний вік | Постпрацездатний вік |
| -------- | ------- | ------------------ | ---------------- | -------------------- |
| Чоловіки | 238     | 64                 | 158              | 16                   |
| Жінки    | 215     | 47                 | 118              | 50                   |
| Разом    | 453     | 111                | 276              | 66                   |